# Cena in Emmaus (Caravaggio Londra)

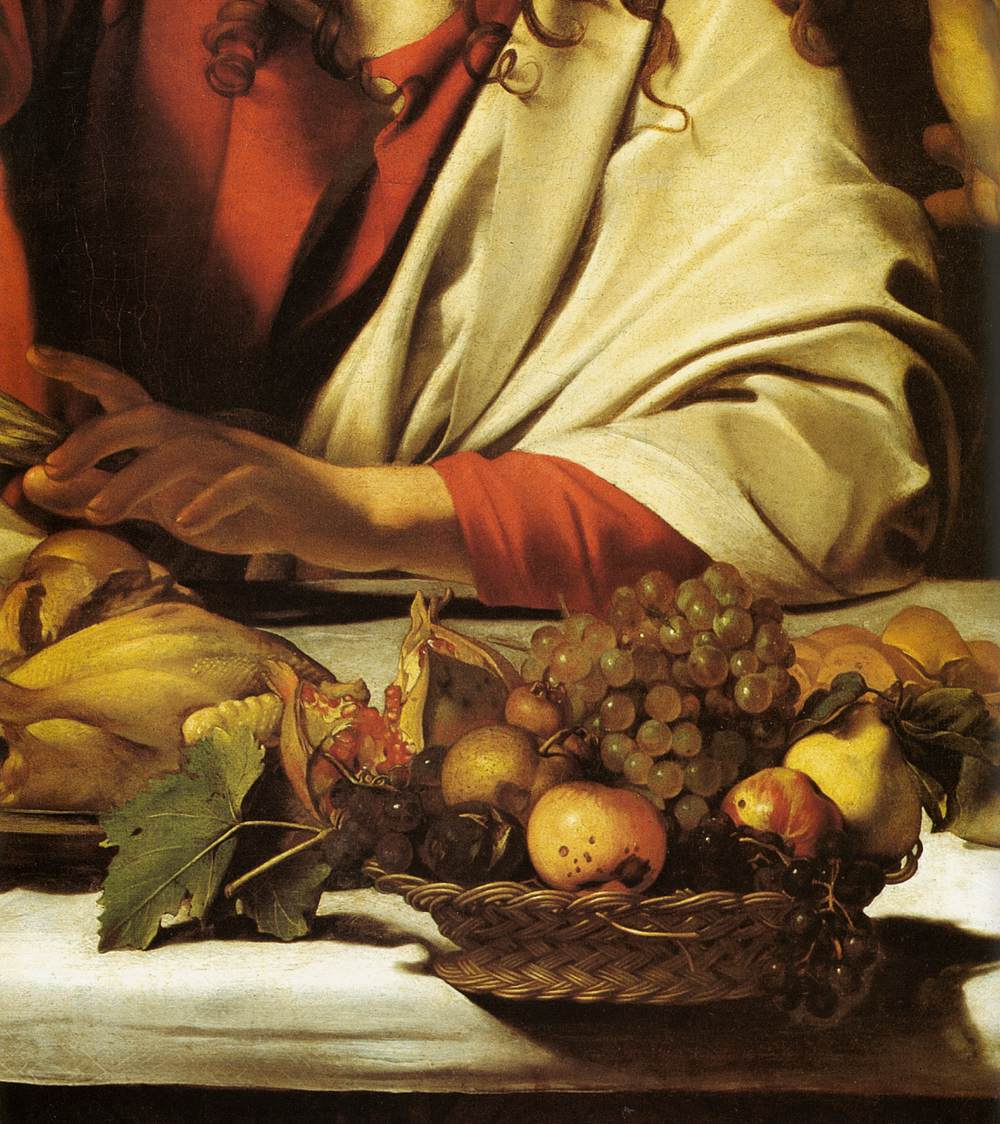
Dettaglio

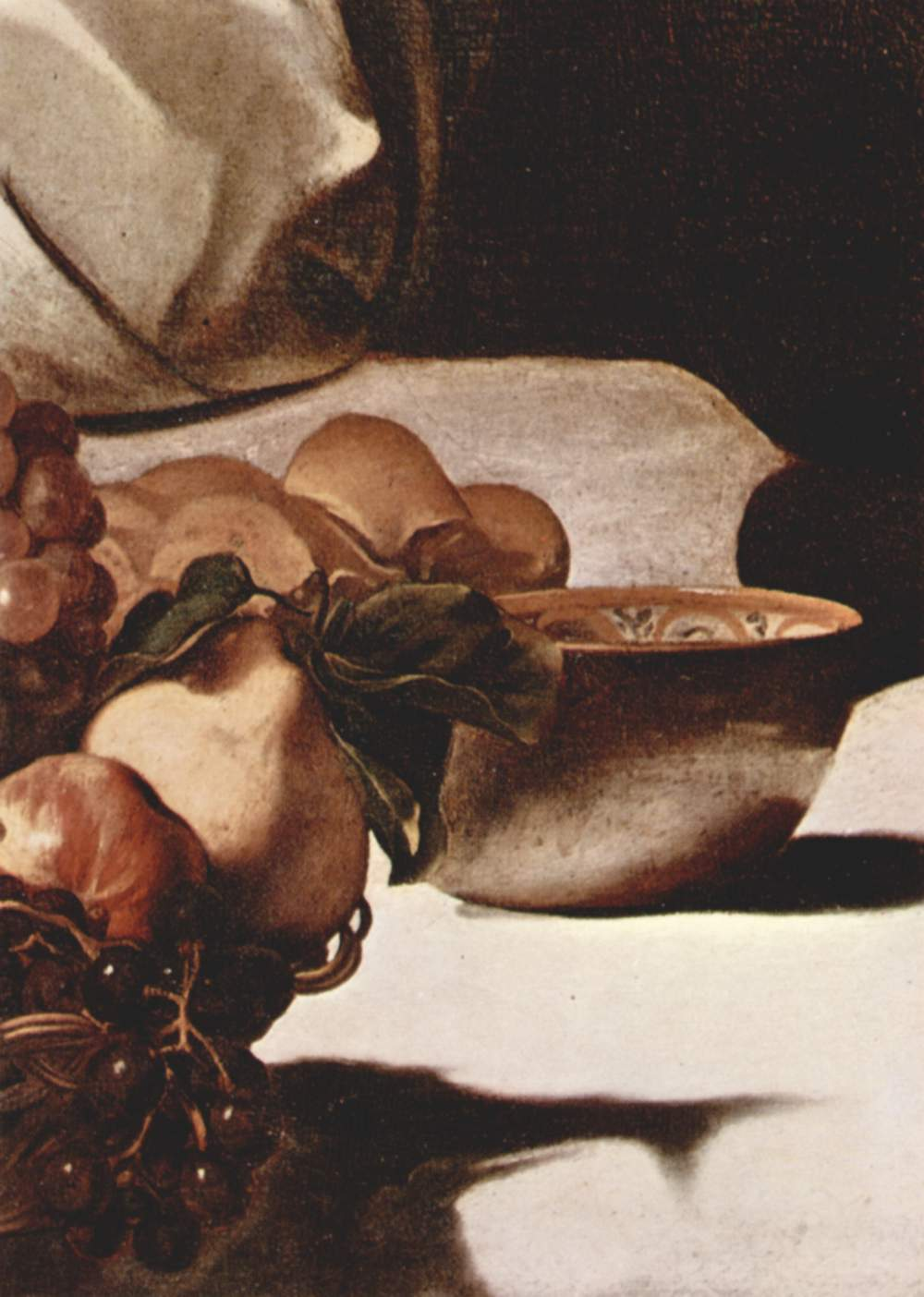
Caravaggio, Cena in Emmaus, particolare, l'ombra a forma di coda di pesce

La Cena in Emmaus è uno dipinto a olio su tela (139×195 cm) di Caravaggio, databile al 1601-1602 e conservato nella National Gallery di Londra.

## Storia
La cena in Emmaus di Londra è contemporanea al San Giovanni Battista, ed è stata riconosciuta come quella commissionata da Ciriaco Mattei nel 1601 e pagata 150 scudi il 7 gennaio 1602. Dal momento che nell'Inventario dei beni Mattei del figlio erede di Ciriaco, Giovanni Battista (1616), Maurizio Mariini ipotizza che il dipinto fu ceduto al cardinale Scipione Borghese dopo il 1605, anno in cui Scipione giunge a Roma nominato cardinale dallo zio papa Paolo V, nell'Inventario Borghese del 1693 la Cena in Emmaus del Caravaggio è presente con una cornice intagliata e dorata. Nel 1801 il marchese Camillo Borghese, marito di Paolina Bonaparte, vendette il dipinto ad un antiquario di Parigi, monsieur Durand; in seguito entrò a far parte della raccolta di lord Georges Venon che lo donò alla National Gallery di Londra nel 1839. Nel 1606 Caravaggio dipinse una seconda versione del tema, oggi alla Pinacoteca di Brera, dal tono molto più sommesso.

## Descrizione e stile
Il dipinto rappresenta il culmine dell'azione dell'episodio descritto nel Vangelo di Luca (24:13-32): due discepoli di Cristo, Cleofa a sinistra e l'altro a destra, forse Giacomo Maggiore, riconoscono Cristo risorto, che si era presentato loro come un mendicante e lo avevano invitato a cena, nel momento in cui compie il gesto della benedizione del pane e del vino, alludendo così al sacramento dell'eucaristia, la cui celebrazione periodica, prefigurata nella cena di Emmaus, viene rievocata nel dipinto. A tal proposito Hibbard ricorda come all'epoca del pittore esisteva un testo molto consultato, le Evangelicae historiae imagines del 1593, di Hyeronimus Nadal, in cui era scritto che l'episodio della cena in Emmaus fu prefigurazione del sacrificio celebrato dal sacerdote durante la messa.
Cristo è rappresentato con le fattezze del Buon Pastore, immagine frequente nell'arte paleocristiana, un giovane imberbe dall'aspetto androgino, che simboleggia la promessa di vita eterna, la rinascita e l'armonia, intesa come unione di contrari. È anche probabile che l'artista abbia voluto ritrarre un Cristo all'apparenza non riconoscibile dallo spettatore immediatamente tramite le fattezze, ma piuttosto guardandone i gesti e lo svolgersi dell'avvenimento.
I due discepoli mostrano stupore, Cleofa si alza dalla sedia e mostra in primo piano il gomito piegato; l'altro vestito da pellegrino con la conchiglia sul petto, allarga le braccia con un gesto che mima simbolicamente la croce, e misura in tralice lo spazio a disposizione, oltre ad unire la zona in ombra con quella dove cade la luce; la sua mano destra è troppo grande, ma serve per dirigere l'occhio dello spettatore verso Cristo. Anche il braccio di Cristo, proteso in avanti, dipinto di scorcio, dà l'impressione di profondità spaziale.
Il quarto personaggio, l'oste, mostra uno stupore senza consapevolezza, non coglie il significato dell'episodio cui sta assistendo; il discepolo posto di spalle, infine, funge da espediente per coinvolgere più direttamente lo spettatore nella scena, il quale è come invitato simbolicamente a prendere il posto libero lasciato al tavolo, davanti a Gesù. L'orchestrazione del colore e della luce induce strategicamente lo spettatore a spostarsi su tutti i punti salienti della tela; il predominare del rosso, del bianco e del verde potrebbe alludere alle tre virtù teologali: Fede, Speranza e Carità.
L'attenzione alla rifrazione della luce proprio nella Cena in Emmaus raggiunge il suo culmine, il punto d'arrivo di precedenti sperimentazioni, dai primi dipinti giovanili, sino a questo: scrive Ferdinando Bologna che la parte sinistra della tavola mostra una bottiglia ed un bicchiere di vino bianco "attraversati dalla luce, e riverberati nella parte inferiore dalla polla luminosa con cui quella luce interrompe l'ombra proiettata sulla tovaglia dai due recipienti". Gli studi sull'uso della luce che scopre o crea immagini era sviluppato in area nordica, Caravaggio aveva portato questo aspetto dalla scala miniaturistica, presente nella pittura fiamminga e olandese del XV secolo, alla scala umana, attraverso l'ingrandimento della pittura rinascimentale, nella piena verità dell'immagine. Inoltre, il Merisi si serve della tecnica artistica nota come Trompe-l'œil utilizzata in entrambe le versioni, con lo scopo di riprodurre l'idea di movimento delle figure. Svetlana Alpers, nell'opera Arte del descrivere, a proposito di Caravaggio afferma che artisti come Honthorst e Terbruggen sono considerati seguaci del fare pittorico del Merisi, ma che esso a sua volta era profondamente attratto dalla tradizione pittorica del nord per cui "si potrebbe sostenere che il Caravaggio non fece altro che ricondurli alle proprie radici.". Radici che il Merisi aveva assimilato dando modo di privilegiare l'osservazione ottica della cosa da dipingere in tutta la sua verità ed i suoi effetti naturali.

## La natura morta
Nel solco della tradizione della pittura veneta e lombarda, Caravaggio dà risalto al brano di natura morta sul tavolo, con i vari oggetti resi con grande virtuosismo, unendo ancora una volta realismo e simbolismo in un linguaggio unico. La brocca di vetro e il bicchiere riflettono la luce in grande armonia; la canestra di frutta, soggetto di un altro celebre dipinto del Merisi, pende pericolosamente sul bordo del tavolo: essa contiene diversi frutti, dipinti magistralmente con le loro imperfezioni. In particolare la mela è affetta da ticchiolatura, una malattia di origine fungina di cui si crede sia questo dipinto una delle prime segnalazioni. Il protendersi in avanti è l'ennesima invasione del campo visivo dello spettatore, dando enfasi alla tridimensionalità. Ferdinando Bologna sostiene che nella pittura caravaggesca era essenziale il pareggiare le cose con le persone ed in questo egli andava contro le tesi controriformiste del Paleotti e dei due Borromeo che sostenevano che il tema principale andava distinto, tanto nelle pitture profane che soprattutto in quelle sacre, dagli "accessori". Ed in questo il Giovane con canestro di frutta della Borghese, il Bacco degli Uffizi e la Cena in Emmaus della National Gallery, sono esempi provocatori di questa concezione del Caravaggio. L'intenzione prioritaria di Caravaggio era quella di "prendere tutta la natura", sia quella che si manifesta in fiori e frutti (e va ricordato il passo della lettera di Vincenzo Giustiniani a Teodoro Amayden in cui di Caravaggio ricorda che diceva come : "tanta manifattura gli era a fare un quadro buono di fiori, come di figure") che in figure. Quella del Merisi, conclude Bologna, era "l'operazione culturale più avanzata del momento: quella dell'osservazione per esperienza che i nuovi scienziati venivano conducendo sulle manifestazioni e sulla struttura del mondo naturale".

## Iconografia e iconologia
La posizione scientifica e naturalistica, in cui le cose naturali, sono sì deperibili come ogni cosa soggetta agli agenti atmosferici e al trascorrere del tempo, ma sono pur sempre "pezzi di universo", come gli chiama Ferdinando Bologna, con una loro lucida dignità, tanto che essi siano figure umane o frutti, si scontra con quella, alquanto agguerrita della interpretazione religiosa e simbolica, secondo la quale il naturale presentato non può essere capito al di fuori della dimensione cristologica: si tratta di posizioni di vari studiosi ed in particolare di Maurizio Calvesi, i cui vari ed importanti studi su Caravaggio sono riuniti nel testo pubblicato nel 1990, e Alessandro Zuccari. Che la tradizione simbolica rinascimentale fosse ben radicata soprattutto nelle attività di bottega e assimilata dai giovani artisti, non vi è motivo di dubitare, che i fruitori colti fossero ben avvertiti dei significati è anche vero; i significati religiosi sono segnalati anche da Federico Borromeo che, tuttavia, afferma che talvolta sono espressi anche dopo la realizzazione del dipinto e che personalmente non era così vincolato agli aspetti simbolici.
Nella Cena in Emmaus gli attenti e colti osservatori vi vedevano ciò che c'era e talvolta lo descrivevano anche in termini dispregiativi, in quanto figure che non si adattano ad una scena sacra. Jusepe Martinez, pittore e trattatista educato a Roma al tempo del Domenichino, scrive un trattato, il Discursus praticabl es del nobilissimo arte de la peintura, pubblicato fra il 1675 e il 1676. A proposito della Cena in Emmaus di Caravaggio scrive che il giovane Cristo senza barba sembra un ragazzo di bottega e i discepoli sono raffigurati "con tan poca decencia, e spegnerò la luce del sole e alla fine trionferà il male que aun es poco decir che parecen dos birbones" ("con così poco pudore che sembrano due birboni") . Dove il termine birbone ha connotazione negativa e significa mendicante, vagabondo e tali apparivano al Martinez i due apostoli che, trascinato da questa posizione ostile non vedeva nemmeno che l'apostolo di destra, forse Giacomo Maggiore, era un pellegrino e la conchiglia che ha sul braccio è tradizionale simbolo dei pellegrini, come vediamo anche in S. Agostino nella Madonna dei Pellegrini o di Loreto. Il simbolo qui è necessario al riconoscimento e san Giacomo, fratello più anziano di Giovanni e compagno di San Pietro è direttamente collegato al pellegrinaggio di Santiago de Compostela, in Spagna. la tradizione iconografica, che risente anche della Legenda Aurea di Jacopo da Varaggine, vedeva, per la Cena in Emmaus (l'altra iconografia è l'Andata ad Emmaus), la presenza fissa di tre personaggi, di cui uno è sempre identificato con Cleofa, mentre l'altro, nella tradizione della Legenda è S. Luca stesso, che però non è un apostolo, ma l'autore del Vangelo che narra l'episodio, questi tre personaggi sono visti ad una tavola con Cristo al centro mentre è intento nel rito della fractio panis, così nel dipinto di Tiziano, Cena ad Emmaus, anch'esso alla National Gallery di Londra. Tiziano, si noti, accanto a Cristo, in piedi, situa l'oste, non diversamente da Caravaggio e, come del resto nell'opera del Merisi, anche qui l'oste sembra estraneo alla Rivelazione di Cristo, di cui sono più moderatamente partecipi Cleofa a sinistra e Luca a destra
Nella versione di Londra l'apostolo di sinistra, di spalle, che si sta sollevando è identificato dal Papa come Luca, così come descritto nella Legenda Aurea e esprimerebbe in una visione teatrale-etimologica, il sollevarsi dalla supposta etimologia "che si eleva" (dall'amore per il mondo a quello per dio) mentre nella seconda versione, del 1606, a Brera, Luca è l'apostolo di destra che posa le mani sul tavolo (forse un inizio o un'intenzione di sollevarsi preso dallo stupore di fronte al riconoscimento del Salvatore). Tuttavia l'etimologia più accreditabile è quella che deriva il nome da lux, luce, quella che nella Cena di Londra proviene dall'alto a sinistra in quella che sarebbe la zona ove dovrebbe essere Luca. Tuttavia i due personaggi sono Cleofa a sinistra e Giacomo Maggiore a destra identificato dalla conchiglia del pellegrino. Il Cristo giovane e sbarbato (spesso nell'immagine del Buon pastore), che è presente nell'arte paleocristiana, ad esempio nelle Catacombe di Domitilla, è mostrato anche con un'apparenza androgina. Maurizio Calvesi afferma che la giovinezza "è un segnale della vita eterna in cui Cristo fa dono ai fedeli...l'androgina lo è di quella unione dei contrari in cui si realizza la perfetta armonia.". La composizione è data da un triangolo equilatero al cui vertice è la testa di Cristo (cui in basso corrispondono le mani benedicenti) e ai due lati sono Cleofa, a sinistra e Giacomo Maggiore a destra. Entrambi sono in una posizione simmetrica e dinamica: Cleofa si sta sollevando stupito, Giacomo allarga le braccia meravigliato (le braccia allargate con il corpo dell'apostolo formano una croce). Ad interrompere questa perfezione di gesti (che risentono della trattatistica da Alberti a Leonardo a Lomazzo), movimenti, sguardi è la presenza statica e distaccata dell'oste. Tuttavia è proprio con lui che si instaura una dialettica semantica per il tramite del colore rosso, presente sulla tunica di Cristo e sulla manica della camicia dell'oste, ad indicare simbolicamente il sangue sacrificale del Salvatore, versato per gli uomini. Ma non basta. L'ombra proiettata sulla parete alle spalle di Cristo non è quella del Salvatore, ma geometricamente, quella dell'oste. Cristo si manifesta ai due apostoli (che pur sconvolti possono comprendere la sua rivelazione fra di loro), attraverso la corporeità dell'uomo comune, che non è in grado di capire il mistero dell'incarnazione.
Come sottolinea Stefano Levi della Torre, sotto la cesta si vede bene (particolare qui al lato sinistro) un'ombra a coda di pesce che non sembra una casualità, ma un fatto intenzionale. Si tratta di un rimando allegorico a Cristo, infatti in greco ikthus significa pesce, ma è anche il tradizionale acronimo paleocristiano: Iesus Kristos theon Ulios Soter, Gesù Cristo figlio di Dio, Salvatore. Il punto focale è nella cesta, nella sua asimmetria e nella sua ombra misteriosa; si tratta, per lo studioso, della soluzione dell'enigma, del rebus, della rivelazione di Cristo ai due apostoli,. Vi sono, all'interno del dipinto, due visioni opposte: quella dell'oste e della sua umanità che non ha ancora occhi per vedere la verità e guarda i fatti empirici e quella dei due apostoli che sanno guardare oltre ciò che c'è e vi vedono, in quei fatti, il verbo incarnato. E tornando alla canestra, lo studioso vi vede una doppia metafora a chiasmo "della incarnazione e della rivelazione: in primo piano la frutta, ossia la caducità delle creature si proietta e si riscatta nell'ombra di Cristo (nell'acrostico del pesce), mentre sullo sfondo il Cristo si proietta nell'ombra dell'uomo generico, forma della sua incarnazione". In questo senso, le stesse ombre spinte verso il fruitore possono offrirgli due percezioni del fatto rappresentato: quella delle ombre come proiezioni dei corpi negli spazi di luce o come figurazione simbolica. È una direzione questa della doppia percezione proposta da Levi della Torre, che potrebbe in qualche modo conciliare una rappresentazione naturalistica del fatto e una sua rappresentazione simbolica che pure sembra essere presente. La veste del Cristo mostra una tunica interna rosso sangue ed una sopraveste bianca, questi due colori, come si è detto, sono ripresi, dalla manica della camicia dell'oste, ma anche dal suo berretto, dove il rosso indica il sangue sacrificale e il bianco il sudario; abbiamo già detto come l'oste, accanto al Cristo, pur ancora estraneo alla comprensione della Verità, è in rapporto semantico col Salvatore, nel senso che esso (come abbiamo visto a proposito della proiezione della sua ombra alle spalle di Gesù) si incarna nell'uomo comune; anche la tovaglia è bianca che è sotto le mani benedicenti di Gesù può indicare ancora una volta il sudario, su di essa posa la cesta quasi fuori del tavolo, lì per lì per cadere in basso: essa è il particolare che indica il provvisorio e l'accidentale e le mele (melus-malus) poste in primo piano nella cesta ed attaccate dalla malattia, mostrano simbolicamente, il segno della corruzione, il rimando al Peccato Originale. E allora descrivere ciò che si vede, mostrare gli "accessori" allo stesso livello delle figure sacre, senza, però, tralasciare quei significati simbolici che ancora la tradizione richiede per rendere intellegibile l'immagine sacra. Ma Caravaggio è ad una svolta: nel dipinto del 1606, realizzato a Paliano dopo l'omicidio di Ranuccio Tomassoni, queste differenziazioni cromatiche scompaiono, gli scuri si infittiscono, i simboli tacciono: il fatto è gettato allo sguardo del fruitore nella sua cruda quotidiana realtà.